# AnOther Magazine
Das AnOther Magazine ist ein britisches Mode- und Kulturmagazin.
Die 2001 gegründete Zeitschrift erscheint zweimal jährlich, wird von der Daze Group herausgegeben und weltweit vertrieben. Neben internationalen Modestrecken arbeitet die Redaktion in der Reihe In Pictures heute noch relevante Teile der Kulturgeschichte auf (wie die Collagen von Henri Matisse, die Fotografien von Brassaï, die Architektur von Le Corbusier und Konstantin Melnikow oder die Objekte von Marcel Duchamp), befasst sich mit Film, Food Design, Literatur, Möbeln, Politik,  Theater und was sonst noch wichtig ist im Leben. Seit 2005 wird zusätzlich das Männermagazin Another Man herausgegeben, welches „Intelligenz, Luxus und Sinn für Abenteuer“ vermitteln möchte. Zu den Autoren und Interviewpartnern zählen James Graham Ballard, Richard Prince und Tom Waits. Seit 2009 besteht  die Website der beiden Magazine.